# 整數數列
整數數列，是指一個由整數形成的數列。
有些整數數列可以用公式表示，有些公式是用各項之間的關係來表示，例如數列0, 1, 1, 2, 3, 5, 8, 13, …（斐波那契数列）的前二項分別是0和1，二項數值相加就可以得到下一項的值；有些數列則是有可直接計算各項數值的公式，例如數列0, 3, 8, 15, … 的第n項公式為n2 − 1。
有些整數數列只能列出其中的數都有的特性，但無法用公式來表示數列中的數值。以完全數為例，可以計算一個數的除數函數來判斷是否是完全數，但沒有公式可以計算各項的數值。

## 可計算數列及可定義數列
若一個整數數列，存在演算法可以針對任意數值的n，計算an，此數列為可計算數列（computable sequence）。若一個整數數列存在一個敘述P(x) ，對整數數列x成立，對其他的整數數列不成立，則此數列為可定义數列（definable sequence）。可計算數列及可定义數列都是可數集，可計算數列為可定义數列的子集，因此一數列可以是可定义數列而不是可計算數列。
所有的整數數列是不可數集，集合的勢和連續統相等，因此大部份的整數數列都是不可計算且不可定义的數列。

## 完整數列
完整數列是指一種特別的數列，所有整數都可以用數列中部份數值的和表示，而且每一項最多只出現一次，例如由2的乘幂形成的數列1, 2, 4, 8, 16, 32, 64, …就是完整數列。

## 整數數列的例子
以下是一些整數數列：
- 豐數
- Baum–Sweet數列（英语：Baum–Sweet sequence）
- 贝尔数
- 二項式係數
- 卡邁克爾數
- 卡塔兰数
- 合数
- 亏数
- 欧拉数
- 奇數和偶數
- 階乘數
- 斐波那契数列
- 有形數
- 格倫布數列
- 快樂數
- 高合成数
- 高歐拉商數
- 主質數（英语：Home prime）
- 超完全數
- 雜耍者序列（英语：Juggler sequence）
- Kolakoski數列（英语：Kolakoski sequence）
- 幸运数
- 盧卡斯數
- 默慈金數
- 自然数
- 巴都萬數列
- 完全数
- 實際數
- 质数
- 伪素数
- Recamán數列（英语：Recamán's sequencee）
- 普通紙折疊數列（英语：Regular paperfolding sequence）
- Rudin–Shapiro數列（英语：Rudin–Shapiro sequence）
- 半完全数
- 半素数
- 超完全數
- 三角形數
- Thue–Morse數列（英语：Thue–Morse sequence）
- 烏拉姆數列
- 奇異數
- Wolstenholme數（英语：Wolstenholme number）

## 外部連結
- 整數數列線上大全，是一個網上可搜索的整數數列資料庫。（页面存档备份，存于）
- Journal of Integer Sequences （页面存档备份，存于）. Articles are freely available online.
- Inductive Inference of Integer Sequences （页面存档备份，存于）